# Austribalonius
Austribalonius is een geslacht van hooiwagens uit de familie Podoctidae.
De wetenschappelijke naam Austribalonius is voor het eerst geldig gepubliceerd door Forster in 1955. 

## Soorten
Austribalonius is monotypisch en omvat slechts de volgende soort:
- Austribalonius horridus